# Paweł Fortuna
Paweł Grzegorz Fortuna (ur. 20 listopada 1970 w Rzeszowie) – polski psycholog, twórca cyberpsychologii pozytywnej, pisarz, kompozytor, mentor i trener biznesu. 

## Życiorys
Studia magisterskie w zakresie psychologii ukończył na Katolickim Uniwersytecie Lubelskim. Tam też w 2006 doktoryzował się w zakresie psychologii eksperymentalnej na podstawie napisanej pod kierunkiem Piotra Francuza dysertacji Podmiotowe i przedmiotowe determinanty modyfikowania postawy wobec treści przekazów telewizyjnych.
Od 1995 związany z Katedrą Psychologii Eksperymentalnej KUL oraz Perception & Cognition Lab. Początkowo realizował badania nad obroną przed manipulacją i komunikacją medialną (m.in. rozumieniem telewizyjnych programów informacyjnych). Od 2021 roku rozwija cyberpsychologię pozytywną, skupiając się na badaniu recepcji sztucznej inteligencji, statusu moralnego sztucznych jednostek, wpływu cyfrowych technologii na tożsamość oraz kształtowania sił psychicznych dzięki interakcji z technologiami immersyjnymi (m.in. twórczości i podziwu dla piękna). Prowadzi również międzykulturowe badania potocznej antropologii (zdroworozsądkowych przekonań na temat ontologicznej podstawy człowieczeństwa, np. ciało, umysł, dusza). Jest autorem i współautorem kilkunastu książek oraz kilkudziesięciu artykułów naukowych i popularnonaukowych z dziedziny psychologii.
Współtworzył cykl konferencji naukowych „Konferencji Aktualności Psychologicznych AKTUALIA” oraz „Ludzka Twarz Biznesu”. Propaguje ideę stosowania białej perswazji w biznesie i debacie publicznej. Inicjator akcji społecznych (m.in. Wznieś się na poziom dziecka). Działa na rzecz poprawy jakości kształcenia ludzi dorosłych i eliminacji praktyk typowych dla psychobiznesu. Publikował między innymi w „Charakterach”, a jego artykuł o psychologii porażki znalazł się w zbiorze najważniejszych tekstów 20-lecia tego miesięcznika.
Wykładowca na Akademii Leona Koźmińskiego w Warszawie i Uniwersytecie SWPS. Członek Stowarzyszenia Autorów ZAiKS od 1996, członek honorowy Polskiego Towarzystwa Trenerów Biznesu, Stowarzyszenia MBA Inspire oraz Polskiego Towarzystwa Psychologii Pozytywnej. 
Od 1987 współpracował z Justyną Steczkowską, angażując ją do zespołu „Revolutio cordis” i występując z muzykującą rodziną Steczkowskich. Był współtwórcą wydanej w 1996 płyty Dziewczyna Szamana, w tym utworu tytułowego. Paweł Fortuna i Justyna Steczkowska przez pewien czas byli parą.
Współpracował także z Marcinem Steczkowskim, tworząc projekt „Mental cinema”. Aktualnie realizuje działanie artystyczne „Piekło” oraz "NNNIEBO".

## Publikacje książkowe
- Fortuna, P. (2024). Optimum 2.0 Idea cyberpsychologii pozytywnej. Wydawnictwo Naukowe PWN.[24]
- Fortuna, P. (2021). Optimum. Idea cyberpsychologii pozytywnej. Wydawnictwo Naukowe PWN.[25]
- Fortuna, P., Szewczyk, M. (red.) (2021). Piękno umysłów. TN KUL.[26]
- Rożnowski, B., & Fortuna, P. (red.) (2020). Psychologia biznesu (podręcznik akademicki). Wydawnictwo Naukowe PWN.[27]
- Fortuna, P. (2019). Animalek Rationalek (rys. Kasia Sokołowa-Zyzak, kons. Łukasz Bożycki). Wydawnictwo KROKI[28].
- Fortuna, P. (2018). Sprzedaż bez sprzedawania. Wywieranie dobrego wpływu na klienta. Wydawnictwo Naukowe PWN.[29]
- Pisarek, J., & Fortuna, P. (2017). Filmowy leksykon psychologii. Wydawnictwo Słowa i Myśli[30].
- Steczkowska, C., Fortuna, P., & Zyzak, M. (2017). II. Oficyna Wydawnicza Animal Rationale. (artbook).
- Fortuna, P., & Bożycki, Ł. (2015). Animal Rationale. Jak zwierzęta mogą nas inspirować? Rodzina, edukacja, biznes. Wydawnictwo Naukowe PWN.[31]
- Fortuna, P. (2014). Subiektywna psychologia biznesu. GWP.[32]
- Fortuna, P. & Urban, M. (2013). Metafory i analogie w szkoleniach. GWP.[33]
- Fortuna, P. (2012). Pozytywna psychologia porażki. Jak z cytryn zrobić lemoniadę. GWP.[34]
- Urban, M., & Fortuna, P. (2012). Pasja żonglowania/Passion for juggling. Libropolis.[35]
- Fortuna, P. (2011). Perswazja w pracy trenera, czyli jak kształtować postawy uczestników szkolenia. GWP.[36]
- Fortuna, P. (2010). Studium przypadku w praktyce szkoleniowej, czyli jak uczyć się na doświadczeniach innych. GWP.[37]
- Łaguna, M., & Fortuna, P. (2009). Przygotowanie szkolenia, czyli jak dobry początek prowadzi do sukcesu. GWP.[38]
- Fortuna, P., & Torój, M. (2009). Jak być lepszym szefem. Inspiracje psychologiczne. Wydawnictwo Difin.[39]
- Fortuna, P. (2007). Obrona przed wpływem telewizji. TN KUL.[40]

## Twórczość muzyczna
- „Dziewczyna szamana” (muzyka: Justyna Steczkowska, Paweł Fortuna, słowa: Ewa Omernik)[41]
- „Tatuuj mnie” (muzyka: Justyna Steczkowska, Paweł Fortuna, słowa: Ewa Omernik)
- „Grawitacja” (muzyka: Justyna Steczkowska, Grzegorz Ciechowski, Paweł Fortuna, słowa: Ewa Omernik)
- „Wrogu mój” (muzyka: Justyna Steczkowska, Paweł Fortuna, słowa: Ewa Omernik)

## Nagrody
- Nagroda im. Ks prof. Zdzisława Chlewińskiego za znaczące osiągnięcie publikacyjne w obiegu międzynarodowym[42]
- Nagroda POZYTYW Polskiego Towarzystwa Psychologii Pozytywnej za książkę "Optimum. Idea cyberpsychologii pozytywnej"[43].
- Wyróżnienie Polskiego Towarzystwa Trenerów Biznesu „Książka dla trenera 2018” za książkę „Sprzedaż bez sprzedawania. Psychologia dobrego wpływu na klienta”[44].
- Nagroda Teofrasta Miesięcznika Charaktery dla książki „Filmowy leksykon psychologii” za najlepszą psychologiczną książkę popularnonaukową 2017 roku (razem z J. Pisarek)[45]
- Nagroda Polskiego Towarzystwa Trenerów Biznesu „Książka dla trenera za rok 2017” za książkę „Filmowy leksykon psychologii” (razem z J. Pisarek)[46]
- Nagroda „Osobowość środowiska naukowego wspierająca przedsiębiorczość 2016”[47]
- Nagroda Teofrasta Miesięcznika Charaktery dla książki „Animal Rationale. Jak zwierzęta mogą nas inspirować: Rodzina, edukacja, biznes” za najlepszą psychologiczną książkę popularnonaukową 2015 roku (razem z Ł. Bożyckim)[48]
- Nagroda „Dobry czas” Dziekana Wydziału Zamiejscowego w Chorzowie Wyższej Szkoły Bankowej w Poznaniu dla książki „Animal Rationale. Jak zwierzęta mogą nas inspirować: Rodzina, edukacja, biznes” (razem z Ł. Bożyckim), 2016 rok.[49]
- Nagroda Teofrasta Miesięcznika „Charaktery” dla książki Pozytywną psychologię porażki za najlepszą psychologiczną książkę popularnonaukową 2012 roku[50]
- Nagroda Polskiego Towarzystwa Trenerów Biznesu „Książka dla trenera za rok 2013” za książkę „Metafory i analogie w szkoleniach” (razem z M. Urbanem)[51]
- Nagroda Polskiego Towarzystwa Trenerów Biznesu „Książka dla trenera za rok 2011” za książkę „Perswazja w pracy trenera, czyli jak wpływać na postawy uczestników szkoleń”[52]